# عزيزة (فلم 1980)
عزيزة هو فيلم سينمائي تونسي أنتج و عرض في سنة 1980. عمل للمخرج عبد اللطيف بن عمار بطولة:ياسمين خلاط-رؤوف بن عمر-منى نور الدين-محمد زينات-دليلة رامز-توفيق الجبالي، حصد الفيلم جائزة التانيت الذهبي من مهرجان قرطاج السينمائي و نالت ياسمين خلاط جائزة أفضل ممثلة من نفس المهرجان و قد عرض الفيلم في مهرجان كان السينمائي

## وصلات خارجية
- مقالات تستعمل روابط فنية بلا صلة مع ويكي بيانات